# Cassipourea lanceolata
Cassipourea lanceolata Tul. – gatunek rośliny z rodziny korzeniarowatych (Rhizophoraceae Pers.). Występuje naturalnie na Madagaskarze oraz prawdopodobnie również na Seszelach i Majotcie.

## Morfologia
PokrójDrzewo lub krzew.

## Biologia i ekologia
Występuje na wysokości do 500 m n.p.m.

## Systematyka
Gatunek posiada synonimy:
- Cassipourea thomassetii (Hemsl.) Alston
- Richea lanceolata (Tul.) Baill.
- Weihea lanceolata (Tul.) Baill.
- Weihea lanceolata var. boinensis H. Perrier ex Arènes
- Weihea lanceolata var. ovatifolia Arènes[3]

Według IUCN takson Cassipourea thomassetii (Hemsl.) Alston jest odrębnym gatunkiem zaliczonym w Czerwonej księdze gatunków zagrożonych do kategorii VU – gatunków narażonych na wyginięcie. Jest on bardzo słabo rozpowszechniony – rośnie na wyspach Malabar, Polymnie oraz zachodniej części Picard wchodzących w skład atolu Aldabra. Jednak według The Plant List Cassipourea thomassetii jest synonimem Cassipourei lanceolata, która występuje na Madagaskarze.